# Platymiscium latifolium
Platymiscium latifolium är en ärtväxtart som beskrevs av George Bentham. Platymiscium latifolium ingår i släktet Platymiscium och familjen ärtväxter. Inga underarter finns listade i Catalogue of Life.